# Medri Bahri
Medri Bahri var ett rike som omfattade Eritreas högland från 1137 till 1879 e.Kr.
Under medeltiden styrdes mycket av de centrala delarna av nuvarande Eritrea av det kristna kungariket Medri Bahri (havets land). 
Riket styrdes av en Bahri Negus eller Bahri Negash (havets kung) som ofta växlade sina allianser mellan de andra kristna abessinska rikena och deras kringliggande muslimska rivaler för att bibehålla ett visst mått av självbestämmande och handelsfördelar i kommersen mellan Röda havet och inlandet.
Eritreas låglandsbefolkning var till viss del muslimer. Större delen av kusten och lågländerna i väst föll under de invaderande bejafolkens besittning. Efter Aksumrikets fall splittrades det upp i flera olika små kristna kungadömen och dynastier, med sina fästen i de Etiopiska och Eritreanska högländerna.
Dessa låg ofta i fejd med varandra om makt och inflytande, där olika riken eller dynastier löpande försökte inta och ena hela regionen.

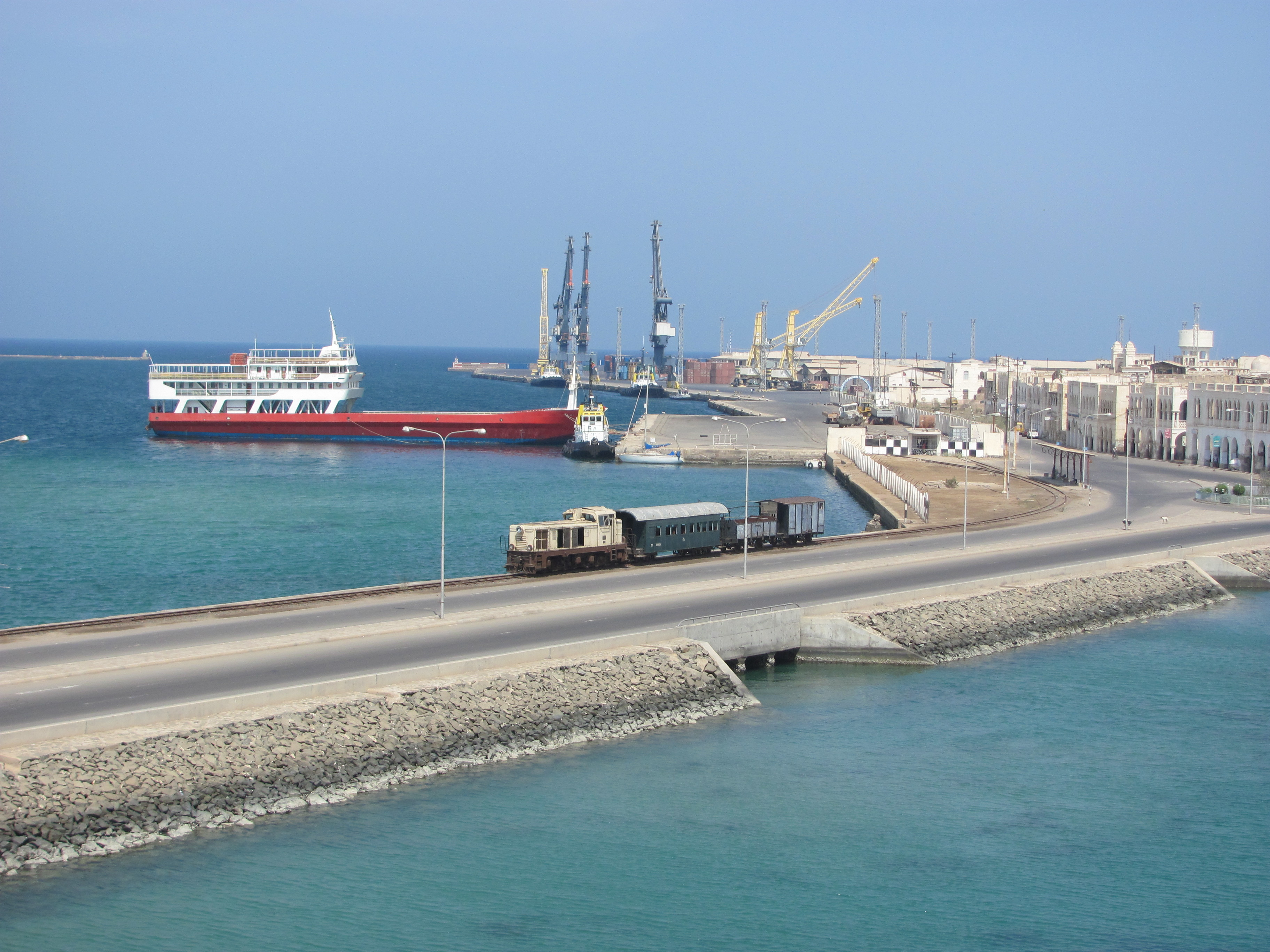
Hamnstaden Massawa

Under 1577 tog det turkiska Osmanska riket kontrollen över hamnstaden Massawa och en del av kusten. De försökte nå in mot det kristna höglandet och överta Midri Bahris dåvarande huvudstad Debarwa. 
Turkarna blev dock snabbt utdrivna ur det kristna Medri Bahri då de mötte motstånd från konungen Bahri Negus styrkor. De försökte vid flera tillfällen erövra kungariket men blev gång på gång utdrivna till kusten och lämnade så småningom denna del av landet under början av 1600-talet. Dock blev hamnstaden en besittning som de hade handelsförbindelser med fram till och med 1800-talet.
Katolicismen kom till Eritrea under 1500-talet då jesuitiska missionärer från Portugal etablerade ett samfund där som stärktes under den italienska kolonialtiden under slutet av 1800-talet och 1900-talets första hälft. [källa behövs]